# Backwaters

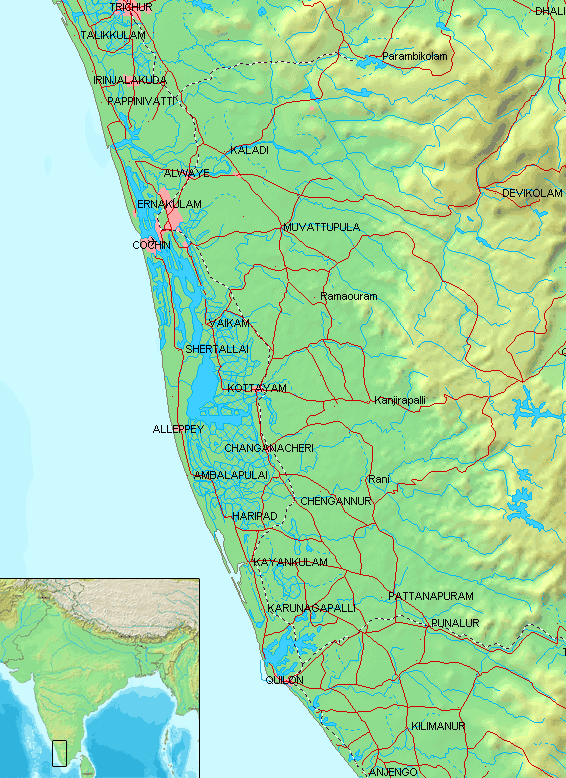
Karte der Backwaters

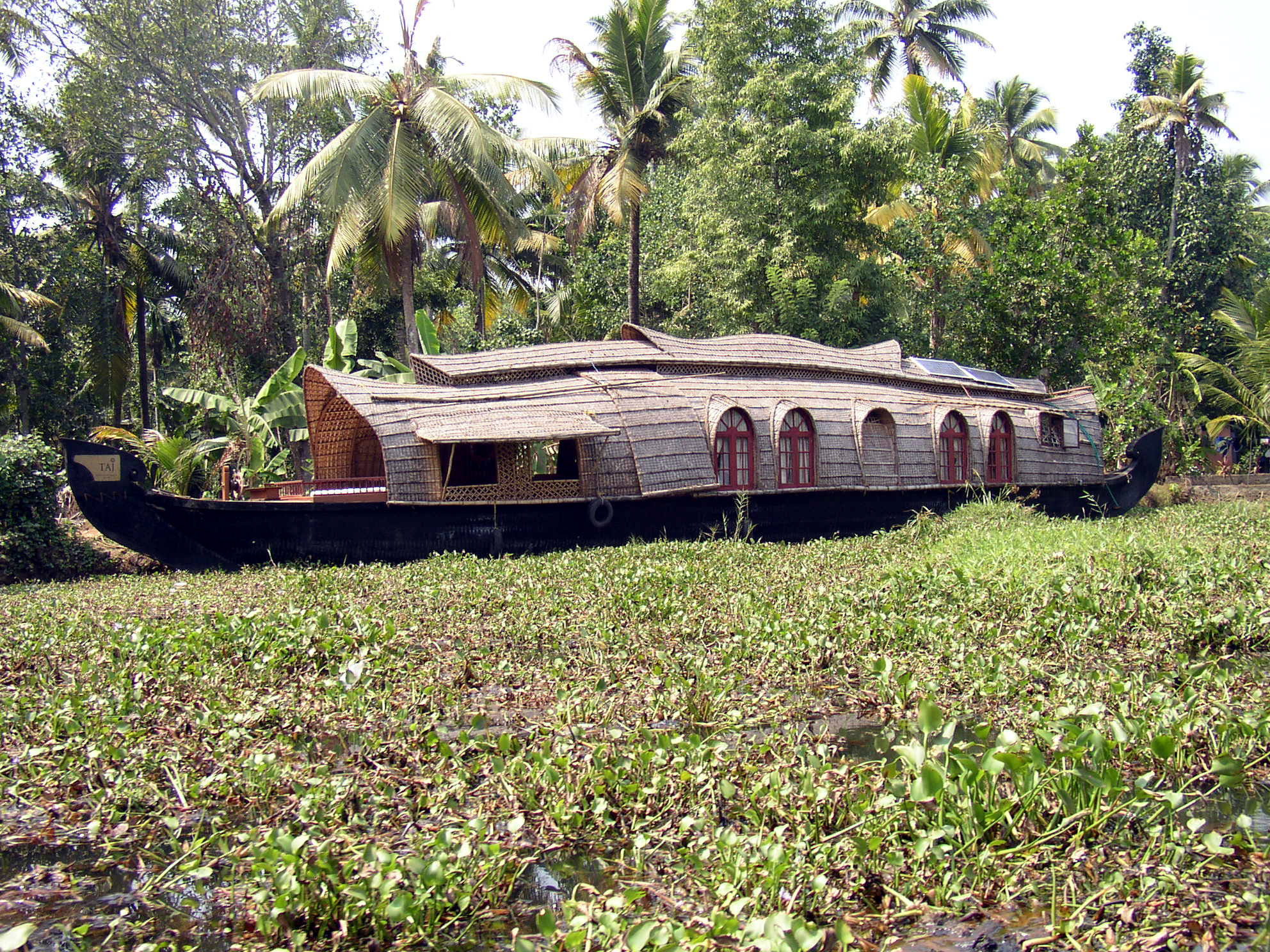
Ein typisches Touristen-Hausboot in einem stark mit Wasserhyazinthen überwucherten Kanal. Basis dieser Boote sind alte Lastenkähne

Die Backwaters sind ein verzweigtes Wasserstraßennetz im Hinterland der Malabarküste im südindischen Bundesstaat Kerala. Sie erstrecken sich von Kochi im Norden bis Kollam im Süden auf einer Fläche von insgesamt 1900 km².

## Gewässer
Die Backwaters umfassen 29 größere Seen und Lagunen, 44 Flüsse sowie insgesamt rund 1500 Kilometer lange Kanäle und natürliche Wasserstraßen.
Der größte See ist der 83 Kilometer lange, zum Arabischen Meer hin geöffnete Vembanadsee. Weitere große Gewässer sind der Ashtamudi- und der Kayamkulamsee.
41 der 44 Flüsse, die die Backwaters durchziehen, fließen in westlicher Richtung zum Arabischen Meer, drei fließen nach Osten.

## Ökosystem
Die Backwaters sind heute auf Grund der hohen Bevölkerungsdichte ein stark vom Menschen geprägtes Ökosystem. Die ursprüngliche Vegetation der Feuchtwälder und Mangroven musste vor allem Kokos- und Kautschukplantagen weichen. In den meisten Gegenden, wie in der fruchtbaren Kuttanad-Niederung, wird auch Reis angebaut, der nur in Süßwasser gedeiht. Daher wurden Absperrungen gebaut, zum Beispiel nahe Kumarakom und Kayankulam. Sie verhindern, dass das Salzwasser sich mit dem Süßwasser vermischen kann. Das Süßwasser wird intensiv zur Bewässerung genutzt. 
Die zumeist langsam fließenden, brackigen Wasserstraßen werden zunehmend durch Agrochemikalien, industrielle Abwässer, Müll und Fäkalien verschmutzt. Krokodile und viele Wanderfischarten sind bereits ausgerottet. Im Gegensatz dazu breiten sich Wasserhyazinthen ungehindert aus. Vielerorts sterben Wasserpflanzen, Nahrungsgrundlage vieler Fische, durch Lichtmangel in überwucherten Kanälen ab. 
Ein weiteres Problem ist die zunehmende Einengung der Backwaters durch den Menschen. Seit Mitte des 19. Jahrhunderts sind die Backwaters auf etwa ein Drittel ihrer ursprünglichen Größe geschrumpft. Ursache ist die zum Teil ungesetzliche Trockenlegung von Gewässern zur Gewinnung landwirtschaftlicher Nutzflächen und von Siedlungsraum. So schrumpfte allein der Vembanad-See von einst 230 km² auf mittlerweile nur noch 179 km².

## Bedeutung für den Menschen

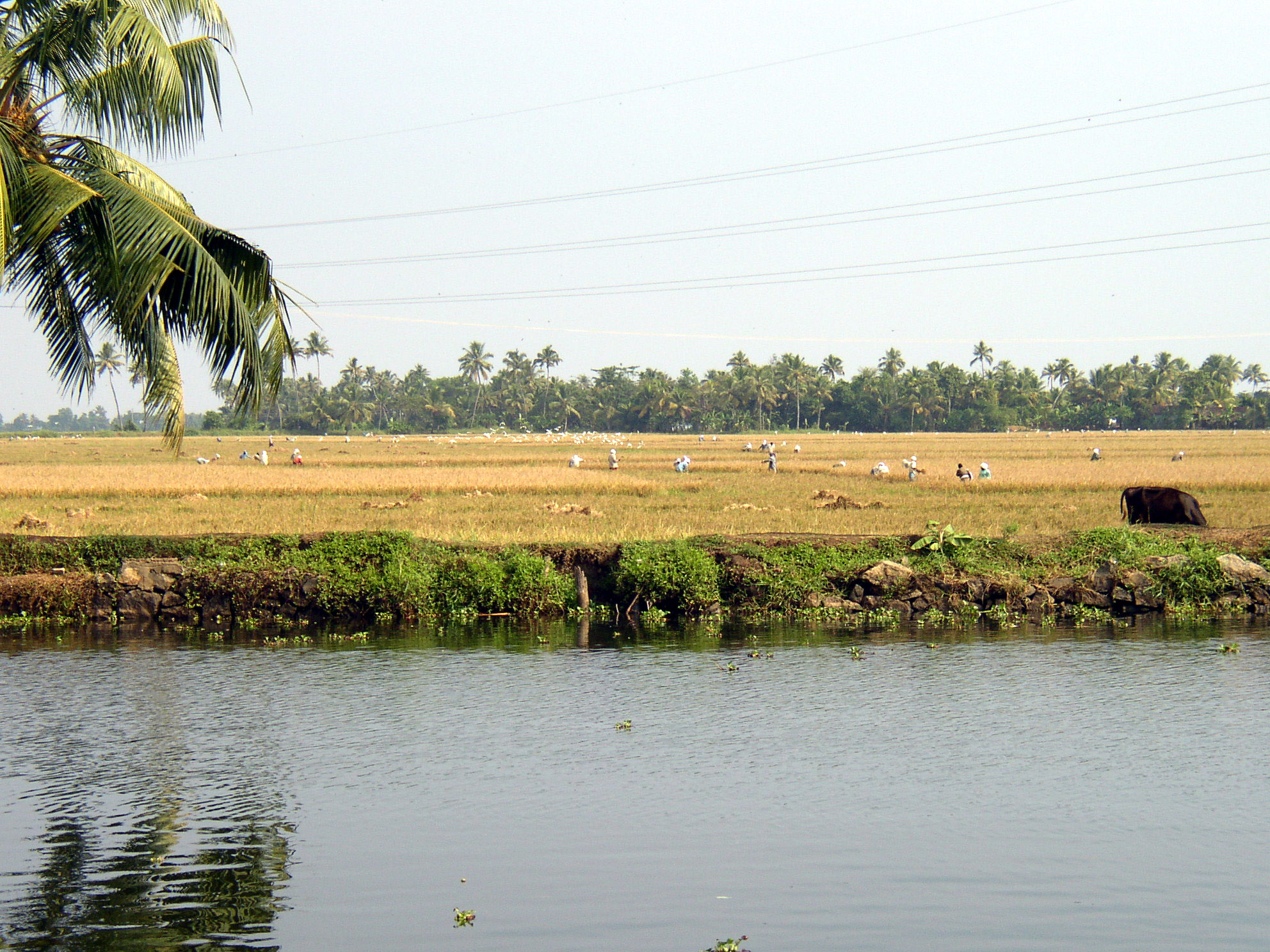
Reisernte

### Landwirtschaft
Die Backwaters werden intensiv landwirtschaftlich genutzt. Kokospalmen, Kautschuk, Reis und Cashewbäume sind die wichtigsten Anbaupflanzen. Kokosfasern werden zumeist handwerklich verarbeitet. Daneben sind Fischfang und -zucht von Bedeutung. Zahlreiche landwirtschaftliche Flächen wurden durch Eindeichung flacher Seeabschnitte gewonnen. Die unter dem Meeresspiegel liegenden Nutzflächen müssen ständig entwässert werden.

### Verkehrswege
Schon seit Jahrhunderten dienen die Backwaters als Handels- und Verkehrswege. Zur Warenbeförderung nutzen die Einheimischen insbesondere die Kettuvallam genannten traditionellen Lastenkähne. Auf vielen Kanälen verkehren regelmäßig Fähren.

### Fremdenverkehr
Von Kollam, Alappuzha und Kottayam aus werden mehrstündige Bootsfahrten angeboten. In Kollam und Alappuzha kann man auch zu Hausbooten umgebaute Kettuvallam für längere Zeit mieten. In einigen Dörfern werden für Besucher regelmäßig Kathakali-Vorführungen veranstaltet.

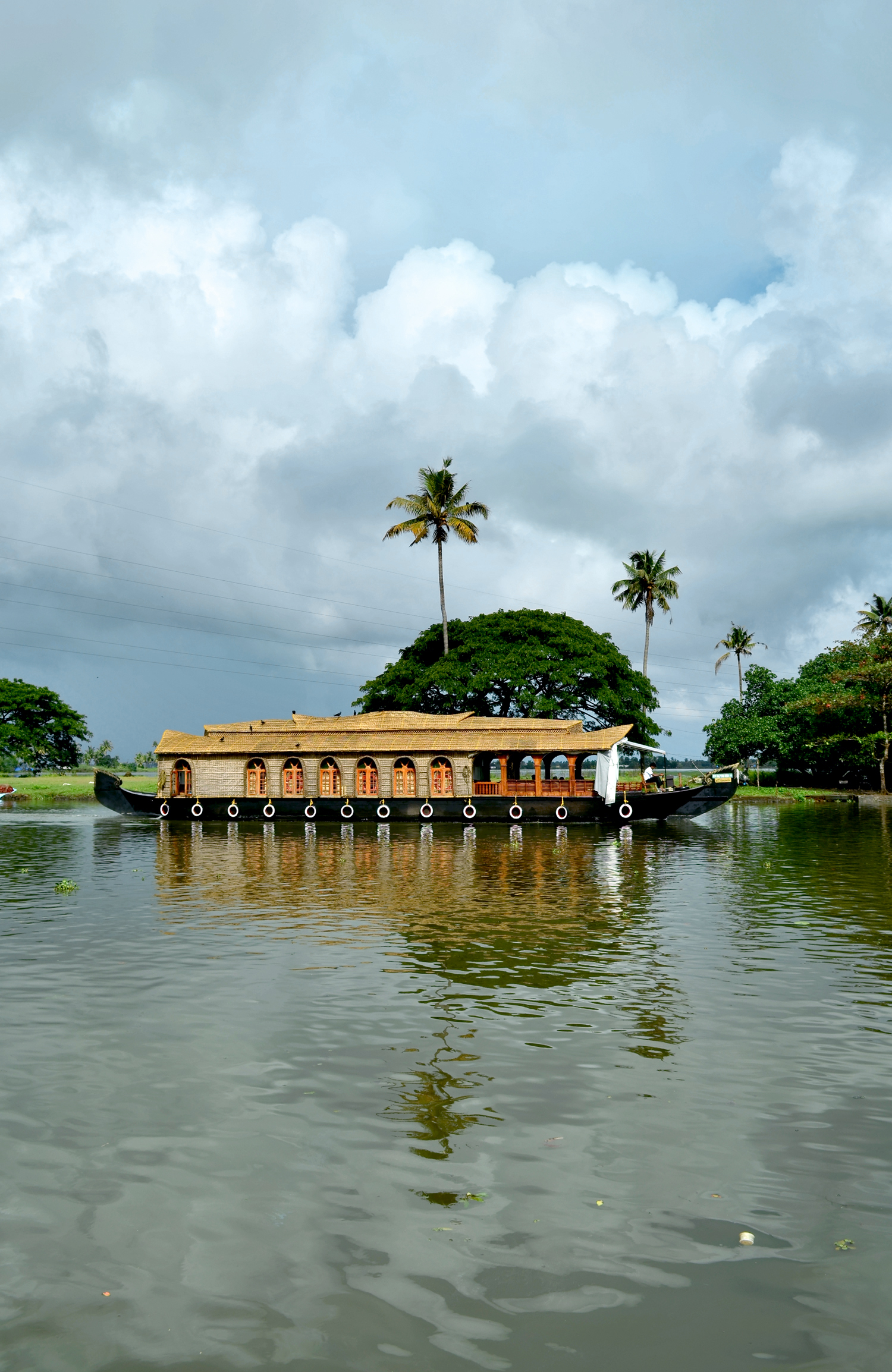
Hausboot auf dem Veambanadsee
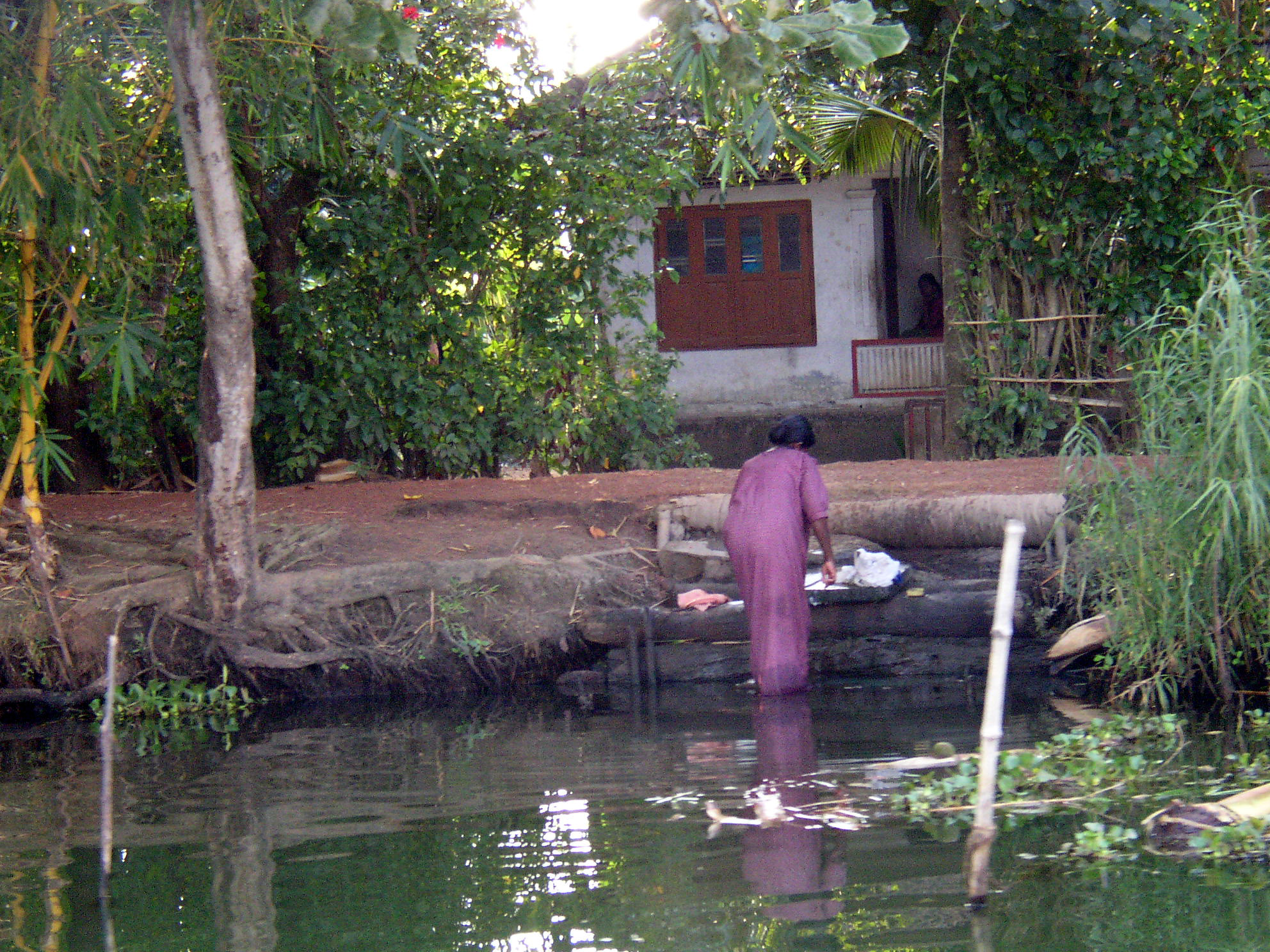
Typisches Bild am Kanalrand: Einwohnerin bei der Wäsche